# Puerto de Septimer
 El puerto de Septimer (en alemán: Septimerpass, en italiano: Passo del Settimo, en romanche: Pass da Sett ) (el. 2310 m.) es un puerto de alta montaña en el cantón de Cantón de los Grisones en los Alpes suizos entre los valles de Bregaglia (Bergell) y Oberhalbstein (Surses). Durante la Edad Media, este, el Gran San Bernardo y el puerto de Brennero fueron las rutas preferidas en los Alpes por los emperadores en campaña.
Ya en uso por los romanos que mantenían un campamento de legiones en el puerto alrededor del 15-16 a. C., este paso era una ruta comercial importante desde Milán, a través de Bivio a Augsburgo. Era más fácil viajar a través de él que por el puerto de Spluga, debido a que en este último están las difíciles gargantas del río Hinterrhein. Una de las primeras menciones de un hospicio cristiano en el puerto fue en el año 831. Fue mencionado también en documentos del siguiente milenio, a pesar de que fue abandonado en el siglo X y reconstruido a principios del siglo XI (el hospicio fue abandonado para siempre en 1778). Durante la Edad Media, el puerto de Septimer fue crucial para el poder temporal del Obispado de Coira, cuyos extensos territorios hasta el siglo XIV incluían Chiavenna. En 1236 se abrió el puerto de San Gotardo, permitiendo el tráfico de Lucerna a Milán, lo que desvió a los comerciantes de pasar por Coira. El paso perdió aún más importancia después de la construcción de carreteras por el Julier. y Maloja.